# Henri Maret
Pour les autres membres de la famille, voir Famille Maret de Bassano.
Pour les articles homonymes, voir Maret.
Pour les articles ayant des titres homophones, voir Henri Marret et Henry Maret.
Henri Maret (ou Henry Maret), né le 4 mars 1837 à Sancerre et mort le 5 janvier 1917 à Paris, est un journaliste et homme politique français. 
Journaliste d'opposition sous le Second Empire et proche de Henri Rochefort avec qui il fonde Le Mot d'ordre en 1871, il passe devant un conseil de guerre pour participation à la Commune de Paris. Après avoir purgé sa peine, il devient homme politique radical-socialiste. Il sera député de la Gauche radicale (extrême-gauche) de 1881 à 1889 puis du Parti radical-socialiste de 1902 à 1906.

## Biographie

### Sous l'Empire
Issu d’une famille bourgeoise de Bourges ayant fait des études classiques au séminaire de Bourges, il fait ses armes en tant que journaliste au Charivari, au Rappel et à La Réforme. Pendant le siège de Paris, il critique le gouvernement de la Défense nationale et fonde, pendant la Commune, Le Mot d'ordre avec Henri Rochefort. Opposé à la destruction de la colonne Vendôme, il passe néanmoins, avec Rochefort, devant le conseil de guerre après la Semaine sanglante (mai 1871). Sa peine de cinq ans de prison ferme est commuée en quatre mois, en raison de son état de santé, avec interdiction des droits civils pendant cinq ans.

### Sous la Troisième République
Il participe aussi à L'Action, au Corsaire, puis au Tribun du Peuple de Prosper-Olivier Lissagaray, qui lui laisse souvent prendre la suite de ses éditoriaux lors de l'arrêt de ses autres journaux. En 1878, ayant quitté L'Avenir national, rallié au bonapartisme, il devient le principal rédacteur du Mot d'ordre, attaquant la politique opportuniste de Gambetta.
Élu conseiller municipal du 17e arrondissement (quartier des Épinettes) en octobre 1878, il est réélu en 1881. En 1879 et 1880, il s'oppose de façon virulente, et solitaire, à l'article 7 de la loi Ferry sur les congrégations religieuses, au nom de la liberté absolue d'association. Il doit alors quitter Le Mot d'ordre, mais Portails, le directeur de La Vérité, lui offre une place de rédacteur en chef. En juillet 1881, il quitte La Vérité, et s’associe à Victor Simond pour lancer Le Radical le 10 août 1881, et continue à mener campagne contre l'opportunisme. Élu député de la Seine dans le 17e aux élections d'août 1881 contre le républicain modéré, le colonel Martin, il siège à l'extrême-gauche. Il fait alors partie, avec Jean-Marie de Lanessan, futur ministre de la Marine de Waldeck-Rousseau, d'un groupe de députés « libertaires » qui se séparait parfois du chef des radicaux, Clemenceau. Il se fait remarquer pour ses amendements s'opposant à l'outrage aux bonnes mœurs ou tentant de rétablir la possibilité du mariage entre un conjoint adultère et son ou sa partenaire. Après la grève de Montceau-les-Mines de 1883, il réclame l'amnistie pour tous les crimes politiques. Comme Georges Clemenceau, il vote pour l'élection de la magistrature par le peuple, pour la séparation de l'Église et de l'État, et contre les crédits de l'expédition du Tonkin, étant un farouche adversaire de la politique colonialiste du cabinet Ferry.

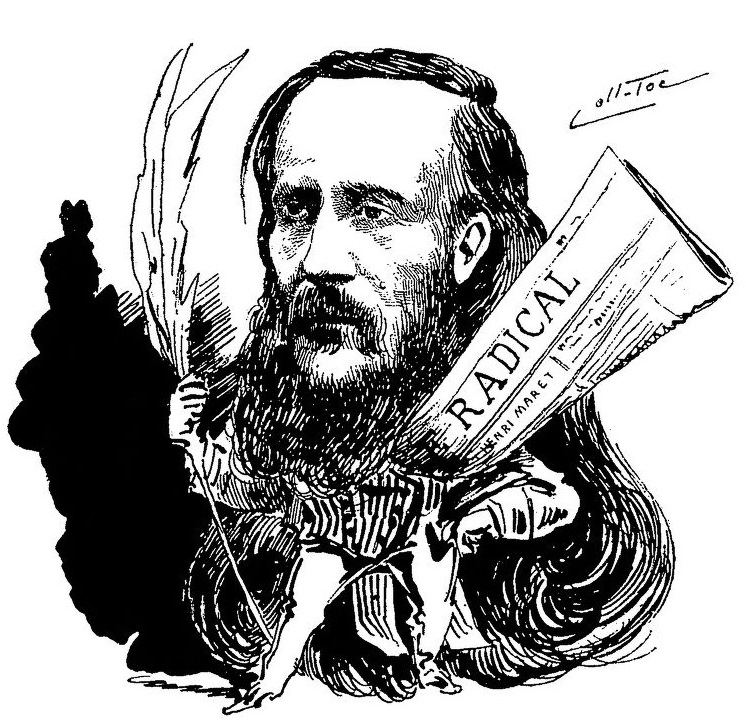
Henry Maret en 1886 caricaturé par Coll-Toc.

Aux élections de 1885, il est présent à la fois sur des listes radicales (Seine) et socialistes (Cher) ainsi que sur une autre liste plus modérée. Il parvient à se maintenir au second tour, dans le Cher, avec les modérés, sur une liste d'opportunistes qui affrontait les monarchistes, et il est élu député du Cher (5e sur 6). Ayant également été élu dans la Seine (13e sur 34), il opte pour le Cher, siégeant toujours à l'extrême-gauche. Lors des débats sur la loi d'exil de juin 1886, il se prononce contre la proposition Duché. Maret est l'un des premiers à s'opposer au boulangisme, ce qui l'amène à favoriser l'union républicaine, abandonnant l'idée de révision constitutionnelle. Il vote pour les poursuites contre Boulanger et contre trois députés de la Ligue des patriotes. Réélu en 1889 puis en 1893, il participe activement aux débats sur les lois scélérates ainsi qu'aux projets de lois sur la liberté d'association.

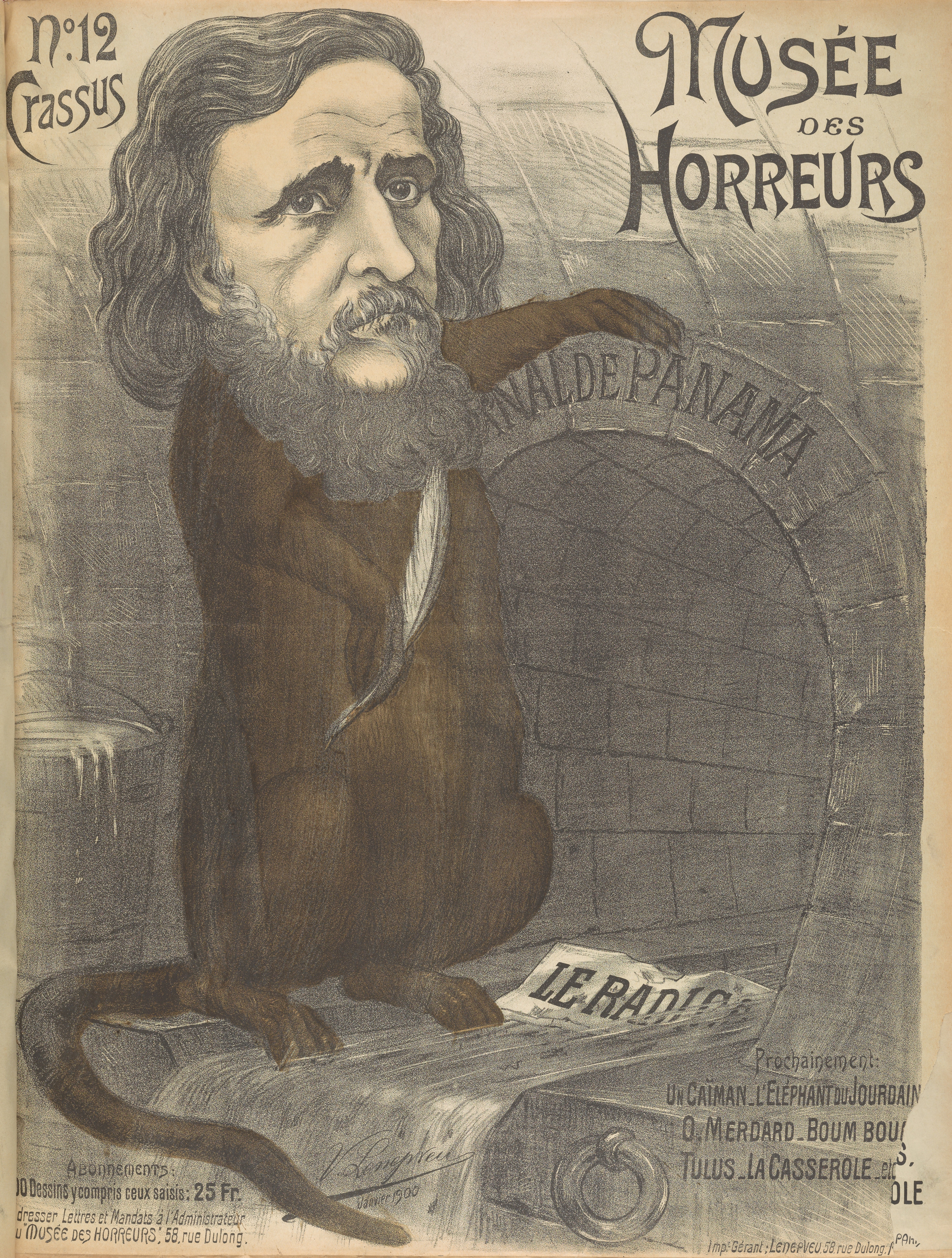
Henry Maret caricaturé par Victor Lenepveu dans la série de caricatures antidreyfusardes Musée des horreurs.

Réélu en 1898 et 1902 (victoire du Bloc des gauches), il siège jusqu'à 1906, étant devenu membre de diverses commissions parlementaires (presse, enseignement et beaux-arts, économies, budget) et s'opposant à la censure. Défenseur de la séparation de l'Église et de l'État et de la suppression du budget des cultes, il refuse cependant de voter le projet de loi portant suppression de l'enseignement congrégationniste, au nom de la liberté d'association. Dreyfusard en 1898, il écrit en 1904 au Journal son « carnet d’un sauvage ». Il utilise quelquefois le pseudonyme de Jean Libre. Il meurt le 5 janvier 1917 à Paris.
Il était, selon le Dictionnaire des parlementaires français, apparenté à la famille Maret de Bassano.

## Mandats
- Député de la Seine de 1881 à 1885
- Député du Cher de 1885 à 1906 (réélu en 1889, 1893, 1898, 1902)

### Sources
- Lettres relatives à la détention d’Henry Maret, 1871.
- Tract du Comité central socialiste d’aide aux amnistiés, 1880.
- Lettre d’Albert Pétrot, 1881.
- Lettres reçues par Henry Maret et par son épouse (1860-1906).
- Lettres non identifiées reçues par Henry Maret ([1850]-1899).
- Histoire générale de la presse, tome III, 1972, p. 230, 231, 362, 365
- « Henri Maret », dans Adolphe Robert et Gaston Cougny, Dictionnaire des parlementaires français, Edgar Bourloton, 1889-1891 [détail de l’édition]